# Пионерский проспект (Анапа)
Пионерский проспект — самая протяженная улица города Анапы. Идет вдоль побережья (песчаного пляжа). Начинается от реки Анапка и заканчивается на въезде в курортный поселок Витязево. Длина проспекта, по данным спутниковых измерений Google Map, равна 10,4 км.

## Основные сведения
На Пионерском проспекте расположено наибольшее количество крупных пансионатов, санаториев и пионерских лагерей. Большинство из них построено ещё в советские годы. В последние годы вдоль проспекта строится большое количество небольших гостиниц и пансионов. Частный сектор сосредоточен, преимущественно, в районе поселков Джемете и Витязево.
Проспект проложен вдоль побережья и разделяет первую и вторую линии строений. Песчаный пляж в районе проспекта шире, чем в центральной части города. На пляже вдоль Пионерского проспекта высятся достаточно высокие дюны, достигающие высоты 12 метров, называемые Кучугуры.

## История
Название Пионерский проспект появилось на карте Анапы только в 1947 году, до этого дорога носила название Джеметинское шоссе. Оно начиналось от городского рынка и имело гудронированное покрытие.
Пионерский проспект обязан своим названием прежде всего тому, что в конце 20-х начале 30-х годов XX столетия вдоль побережья, активно строились пионерские лагеря.
Ещё до признания Анапы как детского курорта местное население «В Анапу, с давних времен, когда ещё о ней, как о курорте, не существовало и понятия, окрестные черкесы, греки, турки привозили массами детей с заболеваниями золотухой, поражением костей, калек, не только из близких мест, но и из далеких округов Кавказа». Привозили детей не только в сам городок, но часто располагались «на Песках», размещаясь на дачах, в основном, сосредоточенных в поселке Джемете. Первый санаторий для детей «Бимлюк» был открыт в 1909 году на Песках ещё основателем курорта — Владимиром Адольфовичем Будзинским (1865—1923 гг.). Владимир Адольфович, являлся на тот момент председателем комитета Харьковских детских колоний и в первый свой приезд на курорт в 1899 изумился лечебными свойствами побережья. С того момента и начал строительство лечебных учреждений в Анапе. Однако дороговизна отдыха, сезонность санатория, малое количество мест, — от 25 до 100 коек для детей в разные периоды его существования как детского санатория до 1914 года, не смогли сделать Пески организованной массовой детской здравницей.
Ориентации Песков на массовый отдых детей послужили Гражданская война, а позже и голод 1921 года.
В 20-е годы между городом и Бимлюком никаких строений не было, дорога, позже ставшая Пионерским проспектом, была немощеная и из транспорта был только гужевой.
Сначала были созданы поселения лагерного (палаточного типа) для помощи беспризорным детям, прибывавшими по железной дороге на зиму в южные регионы России. Кроме того, на Кубани в эти годы шло активное раскулачивание и расказачивание, что привело к появлению в окрестностях Анапы большого количества местных, сбежавших от расправы детей, выдававших себя за беспризорных и обитавших на Песках в прибрежном кустарнике (сейчас там первая линия пансионатов и гостиниц) и прибрежных горах и на равнинах.
Организация помощи голодающим беспризорным детям на месте требовала строительства колоний, столовых, помывочных и провиантских и обмундировочных складов. Поначалу для размещения детей были конфискованы частные дома, в частности дом Боголюбова, Додонова, два дома Николенко (1922 г.). Но мест остро недоставало и на побережье стали ставить военные палатки и разбиваться временные деревянные разборные городки. Ставились она вдоль моря за полосой Кучугуров на окраине города от устья речки Анапки до санатория Бимлюк. Последующие лагеря ставились всё дальше в сторону Витязево. Помимо этого в Анапу и другие города побережья на лето привозили детей из крупных городов, преимущественно из Ленинграда. Так возникали ведомственные детские коммуны, колонии и сезонные летние лагеря.
Первый массовый выезд детей на отдых был организован 1921 году, при помощи Американского Красного креста, активно спасавшего детские жизни в Питере. С личного разрешения Ленина был организован массовый выезд детей для поправки здоровья на лето. Детей отправляли на санитарных поездах, пароходами и машинами Красного креста. Постепенно палаточные городки пустели, — количество беспризорных в целом в стране убывало, а поселенцев городков развозили по стране в создававшиеся детские дома, часть из них возвращалась к родителям и родственникам.
К сожалению, сведения о создании первых пионерских коммун разрознены и противоречивы. Курортные и благотворительные организации, Деткомиссия ВЦИК и НКВД действовали разрозненно, не только не помогая друг другу, но часто и мешая. Из-за ведомственной конкуренции, неразберихи и сезонности, возникавших колоний, данные о количестве реально создаваемых детских поселений и пребывавших на побережье детей в сводные курортологические и городские отчеты не включалась и с трудом поддаются исчислению.
Большую роль в создании детских коммун и детских домов сыграл Павел Дмитриевич Жлоба (1887—1938 гг.). После гражданской войны НКВД направило комдива Красной армии Жлобу П. Д. на борьбу с беспризорностью в качестве своего уполномоченного на Северном Кавказе (1922—1923 гг.). Павел Дмитриевич горячо взялся за устройство колоний и детских домов, действовал резко и даже своевольно. Это он конфисковывал частные дома и дачи, а в 1923 году вытребовал под колонию ещё и санаторию «Семигорье».
Для поправки здоровья трудящихся и раненых красноармейцев требовалось наладить курортное обслуживание, и Комиссия Наркомата здравоохранения произвела комплексную ревизию всех черноморских здравниц. В результате Анапа была признана перспективным детским курортом. В отчёте о 2-м съезде курортных работников Кубани и Черноморья говорилось о возможности превращения Анапы в Образцовый детский курорт (хотя значительно позже эта привилегия досталась Евпатории).
В конце 20-х годов часть лагерей стала использоваться для регулярного летнего отдыха детей из семей рабочих. Постепенно стали строиться корпуса барачного типа, так как старые капитальные строения уже не могли вместить всех приезжающих на отдых и оздоровление детей.
К 1929 году относятся первые упоминания о гудронировании грунтовой дороги вдоль побережья до санатория Бимлюк и работе санаторного Пионерского лагеря.
В 1930 году на Песках, рядом с Бимлюком открылся ещё один детский, точнее семейный санаторий «Мать и дитя». К началу 1941 года а Анапе работало 17 детских лагерей, 3 санатория и одна колония для несовершеннолетних.
По исходе Великой Отечественной войны, большинство санаториев, лагерей было взорвано нацистами,часть берега и пляжа заминированы, завалены обломками. После войны всю курортную инфраструктуру пришлось восстанавливать заново.